# ریموند دارت
ریموند دارت (به انگلیسی: Raymond Dart) (زاده ۴ فوریه ۱۸۹۳ - درگذشته ۲۲ نوامبر ۱۹۸۸) کالبدشناس و انسان‌شناس استرالیایی بود، که به خاطر کشف اولین فسیل جنوبی‌کپی افریقایی - گونه‌ای انسان‌سا نزدیک به خانواده انسان - در محلی به نام تاونگ در شمال آفریقای جنوبی در سال ۱۹۲۴ شناخته شده‌است.